# Geschichte der Ethik
Unter Geschichte der Ethik werden hier die philosophischen Grundpositionen auf dem Feld der allgemeinen Ethik in historischer Perspektive dargestellt. Zur systematischen Übersicht siehe dort.

## Prähistorie und alte Hochkulturen
Bereits bei den prähistorischen Gesellschaften muss davon ausgegangen werden, dass sich in ihnen ethische Regeln des Verhaltens herausgebildet haben, wie Beobachtungen an primitiven Gesellschaften zeigen. Diese Gesellschaften sind generell religiös fundiert, Verbote sind oft an Tabus zu erkennen.
Auch für die frühen Hochkulturen ist die Religion für die Entwicklung des gesellschaftlichen Ethos von ausschlaggebender Bedeutung. Im alten Ägypten gab es seit dem Alten Reich das gerechtigkeitsstiftende Ordnungsprinzip der Maat, das so viel wie göttliche Weltordnung bedeutete, und das es im Füreinander-Handeln der Menschen täglich umzusetzen galt, wie z. B. die Lehre des Ptahhotep erzählt. Ebenso gilt im alten China die Einordnung in das Tao, das Prinzip der Weltordnung, als das oberste Gebot. Die vedische Religion Indiens kennt ein die Welt regierendes Sittengesetz, das als unpersönliche Größe sogar über Varuna, dem Weltschöpfer stand. In der babylonischen Religion werden die ethischen Gebote auf Schamasch, den Gott des Rechts, zurückgeführt, der auch als Urheber des Codex Ḫammurapi, der ältesten überlieferten Gesetzessammlung gilt. Als Rechtsgrundsatz wird die Talion eingeführt, die die Vergeltung von Gleichem mit Gleichem fordert.

## Die vorchristliche Antike
In der griechischen Antike gerät die mythologische Überlieferung als die Grundlage des Ethos zunehmend in die Kritik. Es bildet sich erstmals die Ethik als eine philosophische Disziplin heraus. Während in den archaischen Gesellschaften die gesamte soziale Ordnung als von den Göttern oder dem einen Gott bestimmt gedacht wurde, tritt nun das Individuum in den Vordergrund. Es wird nach einer vernünftigen, allgemein einsehbaren Legitimation menschlicher Praxis bzw. Arbeit verlangt. Von den Sophisten werden die Gesetze der Polis in Frage gestellt und dem Naturrecht gegenübergestellt. Im Mittelpunkt stehen die Fragen nach dem guten Leben und dem höchsten Gut. Die Realisierung des guten Lebens wird zunächst an die soziale Gemeinschaft gebunden. Mit dem Zerfall der Polis als demokratischer Institution wird dieser Bezug aufgegeben. In der Stoa führt dies einerseits zu einem kosmopolitischen Ethos und zur Idee eines universalen Naturrechts, andererseits aber auch zu einem Rückzug ins Innere des ethischen Subjekts.

### Onto-teleologische Ansätze
Dieser klassische teleologische Ansatz, der auch als Strebensethik bekannt ist, wird vor allem in der Blütezeit der griechischen Klassik und im Hellenismus vertreten. Er geht davon aus, dass jedem natürlichen Gegenstand das Streben innewohnt, ein in seiner Natur oder seinem Wesen angelegtes Ziel zu erreichen. Das wesenseigene Ziel wird dadurch verwirklicht, dass der Gegenstand seine spezifischen Anlagen vervollkommnet und so eine natürliche Endgestalt ausbildet. Dabei spielt es keine Rolle, ob es sich bei dem betreffenden Objekt um ein lebloses Ding, eine Pflanze, ein Tier oder ein Vernunftwesen handelt. Als Gegenstände in diesem Sinne kommen aber nicht nur natürliche Gegenstände in Frage; auch die soziale oder politische Gemeinschaft, die Geschichte oder der gesamte Kosmos können als teleologische Entitäten aufgefasst werden.
Auch der Mensch besitzt ein eigenes Ziel, das er durch die Perfektionierung seiner spezifischen Anlagen verwirklicht. In seiner Natur ist also schon eine ganz bestimmte Zielgestalt angelegt, auf die hin er sich entwickelt. Allerdings wird der Mensch – anders als die unbelebten Gegenstände, Pflanzen oder Tiere – nicht als gänzlich durch seine natürlichen Eigenschaften und Zielvorgaben determiniert angesehen. Er muss sich auch in einem gewissen Rahmen an der Realisierung seines „telos“ selbst beteiligen.
Der onto-teleologische Ansatz fordert, dass der Mensch so handeln und leben soll, wie es seiner Wesensnatur entspricht, um so seine artspezifischen Anlagen auf bestmögliche Weise zu vervollkommnen. Da der Mensch über ein gewisses Maß an Freiheit verfügt, kann er seine Zielvorgabe auch verfehlen.
Eine Unterscheidung zwischen moralischer Richtigkeit und außermoralischer Gutheit ergibt im Rahmen onto-teleologischer Ethiken keinen Sinn. Obgleich die Verfügung über äußere Güter durchaus eine Rolle spielen kann, sind es nicht diese Güter, die in erster Linie angestrebt werden. Das Gut, um das es vor allem geht, ist eine bestimmte Art und Weise zu handeln, nämlich das gute Handeln selbst.

#### Platon

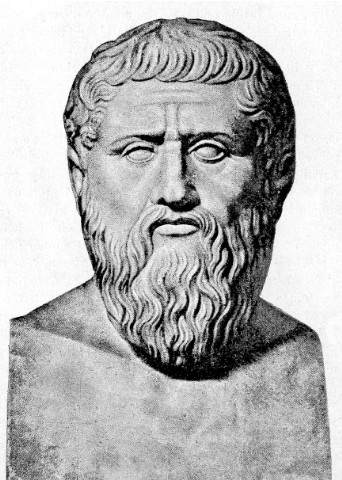
Für Platon ist die „Idee des Guten“ Grundlage allen Seins

Bei Platon ist die Ethik noch nicht als völlig eigene Disziplin entwickelt. Sie steht in einem engen Zusammenhang mit der Metaphysik.
In den platonischen Frühdialogen ist die Frage nach dem „Wesen“ der Tugenden („Tapferkeit“, „Gerechtigkeit“, „Besonnenheit“ etc.) zentral. Die unterschiedlichen Versuche, diese Fragen zu beantworten, münden in Aporien, da ihnen in Platons Verständnis die Frage nach dem Guten vorgeordnet ist. So ist z. B. die Definition der Tapferkeit als eine „Beharrlichkeit der Seele“ nicht angemessen, da es auch „schlechte“ Formen der Beharrlichkeit gebe.
Was das Gute ist, wird von Platon ausführlich im „Staat“ beantwortet. Die Frage nach dem idealen Staat führt ihn zur Frage, welches Wissen seine Herrscher dazu befähigt, ihre Herrschaft richtig und gerecht auszuüben. Dieses ist die Einsicht in die Idee des Guten. Ohne sie ist alles Wissen und jeder Besitz letztlich nutzlos. Platon grenzt das Gute von den Begriffen Lust und Einsicht ab. Das Gute kann nicht mit der Lust identisch sein, da es gute und schlechte Lust gibt. Aber auch nicht jede beliebige Einsicht ist mit dem Guten identisch, sondern nur die Einsicht in das Gute.
Im Sonnengleichnis wird das Gute durch eine Analogie weiter veranschaulicht. Das Licht der Sonne verleiht den Gegenständen ihre Sichtbarkeit und ermöglicht uns, dass wir die Gegenstände sehen können. Darüber hinaus stellt die Sonne die Existenzgrundlage allen Lebens dar. Analog dazu ist die Idee des Guten Ursache für die Erkennbarkeit der Dinge wie für unser Erkennen. Sie ist darüber hinaus der Grund dafür, dass die Dinge das sind, was sie sind. Sie ist das Prinzip aller Ideen und gehört einer höheren Ordnung an. Erst durch das Gute erlangen die Dinge ihr eigenes Sein und Wesen.
Für Platon ist hier also die Erkenntnis des Guten nicht nur die Voraussetzung für die Erkenntnis des Wesens der Tugenden – was im Zentrum seiner Frühdialoge stand –, sondern für das Wesen aller Dinge. Denn nur wenn der Mensch weiß, wofür ein Ding „gut“, was also sein Ziel (telos) ist, sei er auch in der Lage, sein wahres „Wesen“ zu erkennen.

#### Aristoteles

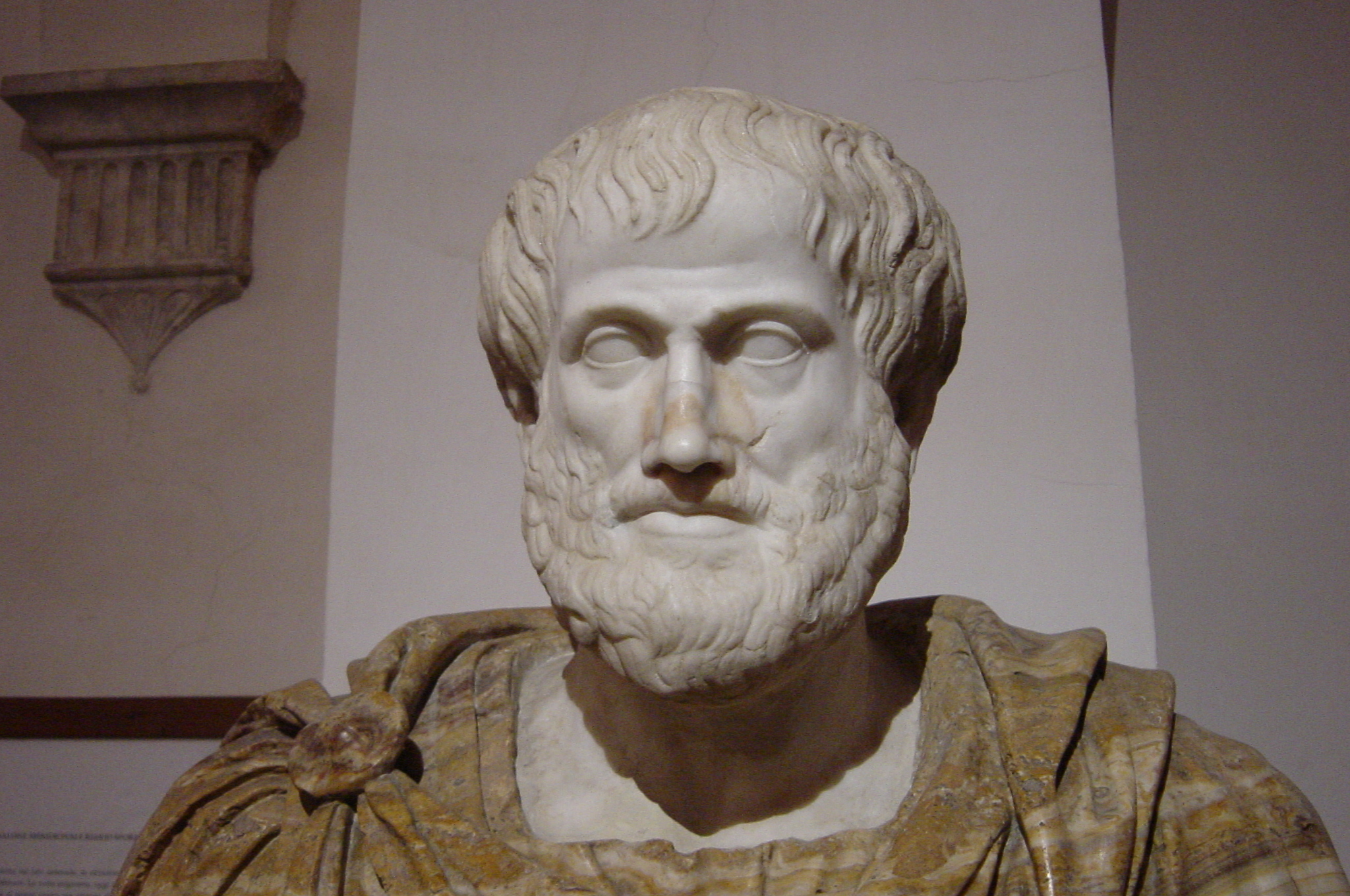
Im Zentrum der Aristotelischen Ethik steht der Begriff der Tugend

Aristoteles gilt als der klassische Vertreter des onto-teleologischen Ansatzes. Seine Ethik setzt an beim Begriff des höchsten Guts. Dieses muss folgende Kriterien erfüllen:
- Es muss autark sein, das heißt, man darf, wenn man im Besitz dieses Guts ist, keiner anderen Dinge mehr bedürfen
- Es muss um seiner selbst und niemals um einer anderen Sache willen gewählt werden
- Es wird nicht dadurch vergrößert, dass ein anderes Gut hinzugezählt wird

Diese Kriterien werden nach allgemeiner Ansicht von der eudaimonia (Glück) erfüllt. Allerdings bestehen Kontroversen über die Frage, worin das Glück besteht.
Nach Aristoteles’ Ansicht kann der Mensch das Glück dadurch erreichen, dass er sein spezifisches ergon zu verwirklichen sucht. Das Wort „ergon“ meint die spezifische Funktion, Aufgabe oder Leistung einer Sache. Um die Frage nach dem ergon des Menschen zu beantworten, greift Aristoteles auf die verschiedenen Fähigkeiten der menschlichen Seele zurück:
- sie verfügt über die lebenserhaltenden Fähigkeiten der Ernährung und des Wachstums: diese stellen aber keine spezifische Leistung des Menschen dar, weil sie auch bei allen anderen Lebewesen zu finden sind
- sie verfügt über das Vermögen der sinnlichen Wahrnehmung: auch dieses Vermögen findet sich bei anderen Lebewesen
- sie verfügt über die Fähigkeit der Vernunft (logos): dies ist das dem Menschen eigentümliche Vermögen, weil keinem anderen Lebewesen diese Fähigkeit zukommt.

In der menschlichen Seele gibt es nach Aristoteles zwei verschiedene Teile, die mit der Vernunft zu tun haben:
- den Teil, der selbst vernünftig ist bzw. über Vernunft verfügt
- den Teil, der keine Vernunft besitzt. Dieser ist wiederum unterteilt in einen vegetativen Teil (Ernährungstrieb, Schlafbedürfnis usw.) und einen Teil, der in der Lage ist, auf die Vernunft zu hören und ihr zu gehorchen (Emotionen, nicht-rationale Begierden usw.). Den letzteren nennt man für gewöhnlich Strebevermögen.

Das gesuchte ergon des Menschen besteht nun darin, die Vernunftfähigkeit der beiden Seelenteile zu aktivieren, das heißt von der Potentialität (dynamis) in die Aktualität (energeia) überzuführen (Akt-Potenz-Lehre). Diese spezifisch-menschliche Leistung wird dann erreicht, wenn die Seele in einem „vortrefflichen“ Zustand ist, was von Aristoteles mit dem Ausdruck arete (Tugend) bezeichnet wird.
Den beiden Seelenteilen entsprechend, die vernünftig genannt werden können, lassen sich nach Aristoteles auch zwei Arten von Tugenden zuordnen. Dem vernünftigen Seelenteil entsprechen die dianoetischen oder Verstandes-Tugenden, dem unvernünftigen Seelenteil die ethischen oder Charakter-Tugenden.
Von diesem Ansatz ergibt sich Aristoteles’ Verständnis, wie das vollkommene Glück erreicht werden kann.
Die beste Lebensform ist die „theoretische“ oder „kontemplative“ (bios theôretikos). In ihr kann der höchste menschliche Seelenteil, die Vernunft, entfaltet werden. Ein solches Leben ist aber nach Aristoteles’ Ansicht höher als es dem Menschen als Menschen zukommt und steht eigentlich nur den Göttern zu. Außerdem sind die Menschen dazu gezwungen, sich mit ihrem äußeren Umfeld auseinanderzusetzen. So bleibt für Aristoteles als zweitbeste Lebensform nur die „politische“ (bios politikos). Diese ermöglicht im Umgang mit anderen Menschen die Entfaltung der Charaktertugenden.

### Konsequentialistisch-teleologische Ansätze
Bereits in der Antike gab es ethische Ansätze, die nicht mehr von einer letzten vorgegebenen Zweckhaftigkeit des menschlichen Daseins oder der Welt ausgingen. Ihr Augenmerk zur moralischen Qualifizierung von Handlungen richtete sich ausschließlich auf deren Konsequenzen im Hinblick auf ein als Nutzen verstandenes „telos“.

#### Epikur

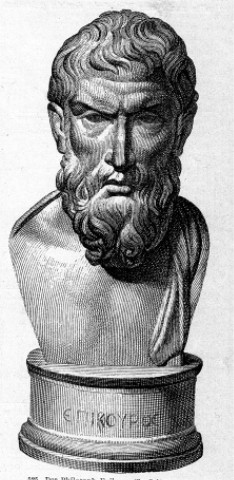
Bei Epikur ist die Lust (hedone) der Schlüssel zum guten Leben

Die epikureische Ethik, die schon während der Blütezeit der klassischen teleologischen Ethik als gewichtiger Gegenentwurf konzipiert wurde, weist bereits eine letzte Zweckhaftigkeit des menschlichen Daseins oder der Welt ausdrücklich zurück.
Die Lust (hedone) wird von Epikur zum alleinigen Inhalt des guten Lebens erklärt. Er unterscheidet zwei Arten der Lust: eine „kinetische“ (bewegte) Lust auf der einen Seite sowie eine „katastematische“, d. h. mit dem naturgemäßen Zustand verbundene Lust auf der anderen.
Die kinetische Lust scheidet für Epikur als Kandidat für ein gutes Leben aus. Sie beruht auf einem stetigen Wechsel von Unlust- und Lustzuständen und muss somit auch die Unlust als Bedingung ihrer Möglichkeit bejahen. Sie birgt außerdem stets die Gefahr in sich, dass Bedürfnisse ständig über das sinnvolle Maß hinaus befriedigt und somit neue Bedürfnisse geschaffen werden. Diese Art des Luststrebens ist potenziell maßlos und droht entgegen ihrer ursprünglichen Intention zu einer fortwährenden Quelle der Unlust zu werden.
Die katastematische Lust ist die höchste Form der Lust und das Ziel des Lebens. Sie wird erreicht durch den Zustand unbedürftiger Seelenruhe (ataraxia). Diese wird durch Schmerz und Furcht gefährdet. Daher sieht Epikur die Aufgabe der Ethik in der begründeten Auflösung unbegründeter Ängste. Vier letztlich unbegründete Ängste sieht Epikur als zentral an.
1. Die Angst vor (diesseitiger) Gottesstrafe: Epikur hält es für unnötig, den natürlichen Lauf der Welt über den Eingriff von Göttern zu erklären. Diese existieren vielmehr „vollkommen“ und „glückselig“, ohne an solchen Eingriffen interessiert zu sein.
2. Die Angst vor dem Tod: Epikur definiert „Leben“ als eine bestimmte Mischung der Atome, während der Tod das bloße Aufheben dieser Mischung ist. Da für ihn Bewusstseinszustände, damit Schmerz und unser Erleben überhaupt, von dieser Mischung notwendig abhängen, gibt es keinen Grund sich vor dem Tod zu fürchten. Solange wir leben, ist der Tod nicht da, wenn der Tod da ist, sind wir nicht mehr da.
3. Die Furcht vor Schmerzen: Dieser doch sehr zentrale Punkt für die Gesamtargumentation Epikurs wird relativ simpel ‚gelöst‘. Es gibt keine Schmerzen, die nicht aushaltbar sind.
4. Die Furcht, zu wenig zum Leben zu haben: Auch hier ist die Lösung recht einfach gehalten. – Alle Dinge, die lebensnotwendig sind, lassen sich leicht beschaffen. An den letzten beiden Punkten erscheint der allgemeine Einwand, Epikurs Ethik sei eine der „Bessergestellten“, als nicht völlig verfehlt.

Epikurs Ethik bezieht sich (a) auf Handlungsfolgen, nämlich die ataraxia oder die Lebensfreude, und (b) „Recht“ wird vertraglich, nicht naturrechtlich o. ä. verstanden. Außerdem (c) steht im Zentrum das Lebensglück von Einzelnen als Einzelne, denen der Rückzug ins Private empfohlen wird. Seine Ethik kann daher als Vorläufer sowohl des Utilitarismus(a) als auch des Kontraktualismus(b) verstanden werden und hatte besondere Bedeutung für die Geschichte der Glücks- bzw. Klugheitslehren(c).

#### Stoa
Für die Stoiker stellen Selbstliebe bzw. Selbsterhaltung den Grundtrieb überhaupt dar. Die Verfolgung dieses Triebes steht am Anfang jedes natürlichen Entwicklungsprozesses. Im Unterschied zum Tier besitzt der Mensch aber mit der Vernunft noch eine darüber hinausgehende Naturanlage, die sich schon bei Kindern ab einem gewissen Zeitpunkt als zweckfreies Erkenntnisstreben zu regen beginnt.

Ziel allen Handelns ist für Chrysipp das naturgemäße Leben

Mit dieser Entdeckung der Vernunft kommt es zu einer wichtigen Konkretisierung des Gegenstandes der Selbstliebe. Das naturgemäße Leben ließ sich jetzt nämlich als ein Leben gemäß der Vernunft begreifen. Dabei wurde die Vernunft nicht nur Gegenstand der Selbstsorge, sondern zugleich auch als die eigentliche Leitungsinstanz betrachtet, die alle anderen Antriebsmomente zu bilden und zu ordnen hat. Um ihre Funktionen angemessen erfüllen zu können, müsse die Vernunft einen langwierigen Bildungsprozess durchlaufen, der den Menschen allmählich dazu befähige, sich nur das zu eigen zu machen, was wirklich seiner Natur gemäß ist. Diese Einsichts- und Aneignungsbewegung nennen die Stoiker oikeiosis, womit die Vervollkommnung der vornehmsten menschlichen Eigenschaften gemeint ist.
Dieser Vervollkommnungsprozess wird nicht nur als individuelles Geschehen gedeutet, sondern in einen kosmischen Zusammenhang gestellt: die allmähliche Aneignung der Vernunft, die sich im praktischen Bereich als Zuwachs der Tugend äußert, deuten die Stoiker als eine schrittweise Angleichung an das allgemeine Weltgesetz.
Die lebenspraktischen Resultate dieser Haltung verdichten sich im Streben nach der Seelenruhe (ataraxia), die von allen äußeren Umständen und Zufällen völlig unabhängig machen soll. Aus der Tatsache, dass das wahre menschliche Selbst an einer allgemeinen Weltvernunft partizipiert, folgt eine innere Verbundenheit und prinzipielle Gleichheit aller Menschen. Die Welt wird als der gemeinsame Staat der Götter und Menschen betrachtet. Weil jeder Mensch Teil dieses Ganzen und auf es angewiesen ist, ist der gemeinsame Nutzen dem des einzelnen vorzuziehen.

## Das Christentum in Antike und Mittelalter
Im Christentum bleibt die Begründung des Ethos durch die göttliche Offenbarung zwar erhalten, es wird jedoch der Versuch unternommen, die Ansätze der antiken Philosophie in die Theologie zu integrieren. Im Anschluss an den Neuplatonismus wird die Angleichung an Gott als das Ziel allen menschlichen Handelns angesehen, das aber der Mensch wegen seiner Sündhaftigkeit nicht allein aufgrund seiner Vernunftnatur, sondern nur durch die göttliche Gnade zu erreichen vermag. Diese muss vom menschlichen Willen – sofern dieser überhaupt noch als frei angesehen wird – angenommen werden.
Als Ziel des menschlichen Lebens wird nun nicht mehr ein Leben in der Polis, sondern das jenseitige Reich Gottes angesehen, das sowohl vom Staat als auch von der Kirche unterschieden wird. Die Bedeutung des Irdischen wird zunehmend relativiert und das ethische Ideal in einem Leben der Askese gesehen.
Nach der Wiederentdeckung des Aristoteles im Hochmittelalter wird die christliche Tugendethik weiterentwickelt. Der Einfluss seiner politischen Schriften liefert außerdem die Grundlage für ein Überdenken des Verhältnisses von staatlicher und kirchlicher Gewalt und deren allmählicher Teilung.

## Von der Renaissance zur Aufklärung
Die konfessionelle Aufsplitterung der Kirchen als Folge der Reformation führt zu einer Auflösung eines einheitlichen christlichen Ethos und einem Neuverständnis der staatlichen Gewalt. Sein Zweck ist nun nicht länger die Angleichung an ein jenseitiges Gottesreich, sondern sein eigener Selbsterhalt und der seiner Glieder. Er wird als das Ergebnis eines im Naturzustand eingegangenen Vertrags der einzelnen Individuen angesehen.

### Vertragstheorien
Als Vertragstheorien bezeichnet man Konzeptionen, die die moralischen Prinzipien menschlichen Handelns und die Legitimationsbedingungen politischer Herrschaft in einem hypothetischen, zwischen freien und gleichen Individuen geschlossenen, Vertrag sehen. Die allgemeine Zustimmungsfähigkeit wird damit zu einem fundamentalen normativen Gültigkeitskriterium erklärt.
Den Hintergrund der Vertragstheorien bildet die seit der Neuzeit verbreitete Überzeugung, dass moralisches Handeln nicht mehr durch Rekurs auf den Willen Gottes oder eine objektive natürliche Wertordnung gerechtfertigt werden kann. Gesellschaft wird nicht mehr wie in der aristotelischen Tradition als Folge der sozialen Natur des Menschen („zoon politikon“) verstanden. Das einzige ethische Subjekt ist in dieser Konzeption das autonome, allein auf sich gestellte Individuum, das in keinerlei vorgegebenen Natur- oder Schöpfungsordnungen mehr steht. Gesellschaftliche und politische Institutionen lassen sich demnach nur dann noch rechtfertigen, wenn sie den Interessen, Rechten und Glücksvorstellungen der Individuen dienen.

#### Thomas Hobbes: Naturzustand und Legitimation von Herrschaft

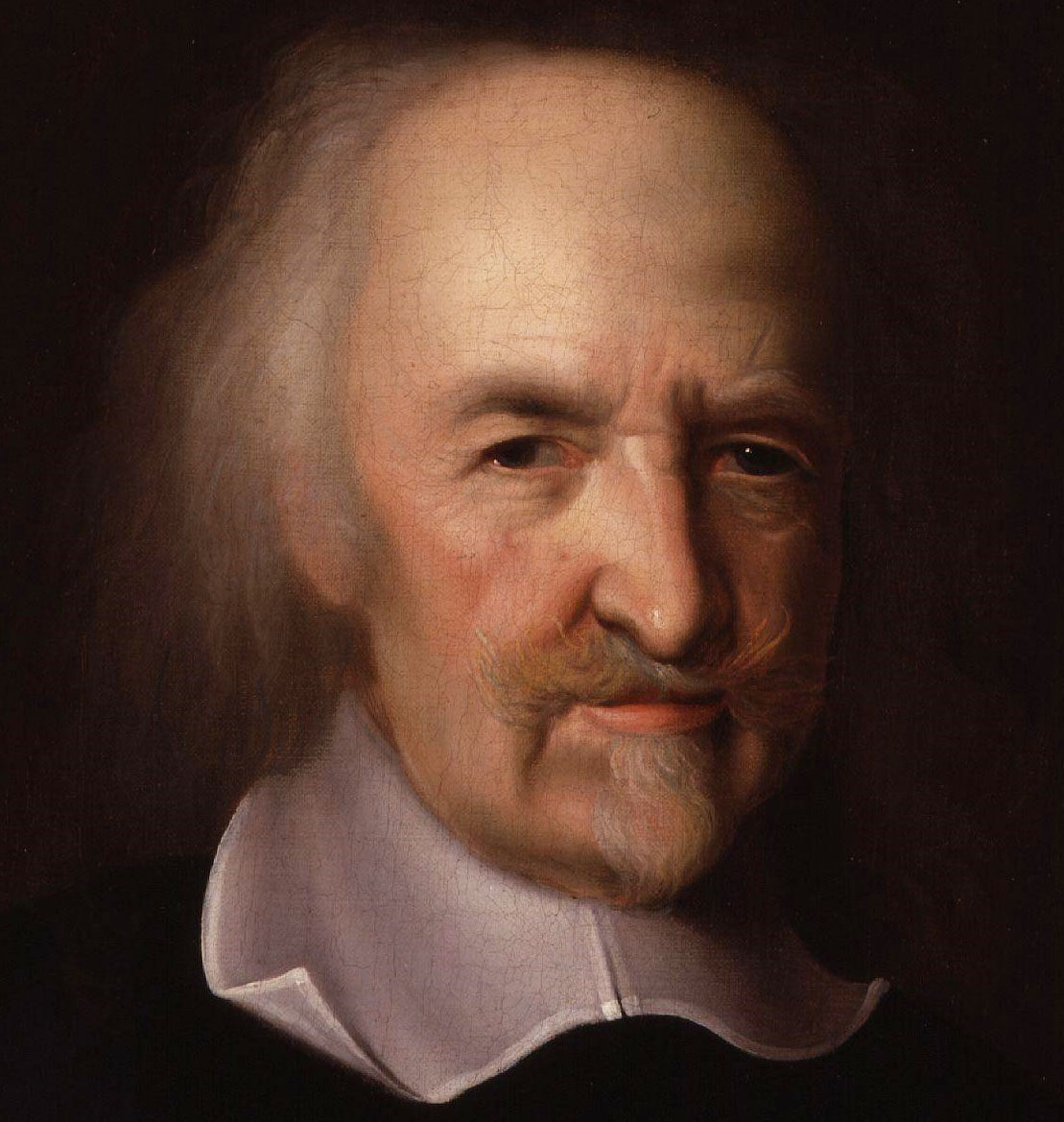
Für Hobbes ist das Ziel die Überwindung des Krieges aller gegen alle

Vertragsmotive finden sich zwar bereits im Denken der Sophisten und im Epikureismus; erst in der Neuzeit wurde jedoch der Vertrag in den Rang eines theoretischen Legitimationskonzepts erhoben. Als Begründer der Vertragstheorie gilt Thomas Hobbes. Die von ihm entwickelten Konzepte prägten das gesamte sozialphilosophische Denken der Neuzeit. Sie stellen die ethische Grundlage des Liberalismus dar.
Hobbes Ausgangspunkt ist der Gedanke eines fiktiven Naturzustandes. Er wird von ihm als ein Zustand gedacht, in dem alle staatlichen Ordnungs- und Sicherheitsleistungen fehlen. In einer solchen Situation würde jeder – so Hobbes – seinen Interessen mit allen ihm geeignet erscheinenden und verfügbaren Mitteln verfolgen. Dieser vorstaatlich-anarchische Zustand wäre für die Individuen aufgrund seiner Konfliktträchtigkeit letztlich unerträglich. Die Ursache der Konflikte stellten die endlosen Begierden der Menschen und die Knappheit der Güter dar. Sie würden nach Hobbes’ zu einer Situation führen, in der jeder zum Konkurrent des anderen wird und eine tödliche Gefahr darstellt („Homo homini lupus“); die Konsequenz wäre der Krieg aller gegen alle („Bellum omnium contra omnes“). Dieser Zustand, in dem es kein Recht, kein Gesetz und kein Eigentum gibt, wäre letztlich für jedermann unerträglich. Es liegt also im fundamentalen Interesse eines jeden, diesen gesetzlosen vorstaatlichen Zustand zu verlassen, die absolute Ungebundenheit aufzugeben und eine mit politischer Macht ausgestattete Ordnung zu etablieren, die ein friedliches Miteinander garantiert. Die zur Einrichtung des staatlichen Zustandes notwendige individuelle Freiheitseinschränkung ist allerdings nur möglich auf der Basis eines Vertrags, in dem die Naturzustandsbewohner sich wechselseitig zur Aufgabe der natürlichen Freiheit und zu politischem Gehorsam verpflichten und zugleich für die Einrichtung einer mit einem Gewaltmonopol ausgestatteten Vertragsgarantiemacht sorgen. Der Vertrag ist bei Hobbes nicht kündbar, außer mit Billigung des Souveräns. Dieser verfügt über eine unumschränkte Staatsgewalt (Hobbes bezeichnet ihn daher auch als „Leviathan“), da er nur so in der Lage ist, Frieden, Ordnung und Rechtssicherheit zu gewährleisten.

## Kant und das 19. Jahrhundert
Die Ethik des 19. Jahrhunderts ist stark durch die Naturrechts- und Affektenlehre der Stoa geprägt. Diese bildet auch den Hintergrund der Kantischen Pflichtenethik, die das Moralprinzip in das Innere des Subjekts verlagert und es von aller Sinnlichkeit löst. Es kommt zu einer „Aufspaltung der Ethik oder Sittenlehre in eine auf Moralität bezogene Tugendlehre und eine auf die Legalität bezogene Rechtslehre“. Der Kantische Dualismus von praktischer Vernunft und Sinnlichkeit, Sein und Sollen bildet den Ausgangspunkt für den Deutschen Idealismus. Das Absolute wird jetzt als die absolute Vernunft betrachtet, in der die innere Subjektivität der Moralität und die äußere Objektivität der Sittlichkeit aufgehoben sind. Auf diese Weise wird „die in der klassischen Antike vorhandene Verbindung von Ethik, Ökonomik und Politik auf dem Boden des neuzeitlichen Autonomieprinzips wiedergewonnen“. Dieses Prinzip sieht man im modernen Staat verwirklicht, der als irdische Realisierung des Absoluten angesehen wird.
Dieser auf der Autonomie des vernünftigen Subjekts und der Betrachtung des Staates als sittliche Institution basierende Ansatz sieht sich in der Neuzeit bis hinein in die Gegenwart verschiedenen Angriffen ausgesetzt.
- von utilitaristischen Positionen wird die Autonomie des Subjekts in Frage gestellt und stattdessen das „größte Glück der größten Zahl“ als oberster Wert angenommen
- der Sozialismus bezweifelt die ethische Legitimation des Staates als Hüter des Gemeinwohls und betrachtet ihn stattdessen als Vertreter der „herrschenden Klasse“
- von Kierkegaard und dem Existentialismus wird die Bedeutung des Staates für die Manifestation des Sittlichen bestritten und stattdessen die Entscheidung und Lebenswahl des Individuums in den Vordergrund gestellt
- von irrationalen und dezisionistischen Positionen wird generell die Möglichkeit bestritten, überhaupt mit den Mitteln der Vernunft zu einer Begründung ethischer Normen und Werte kommen zu können.

### Kant

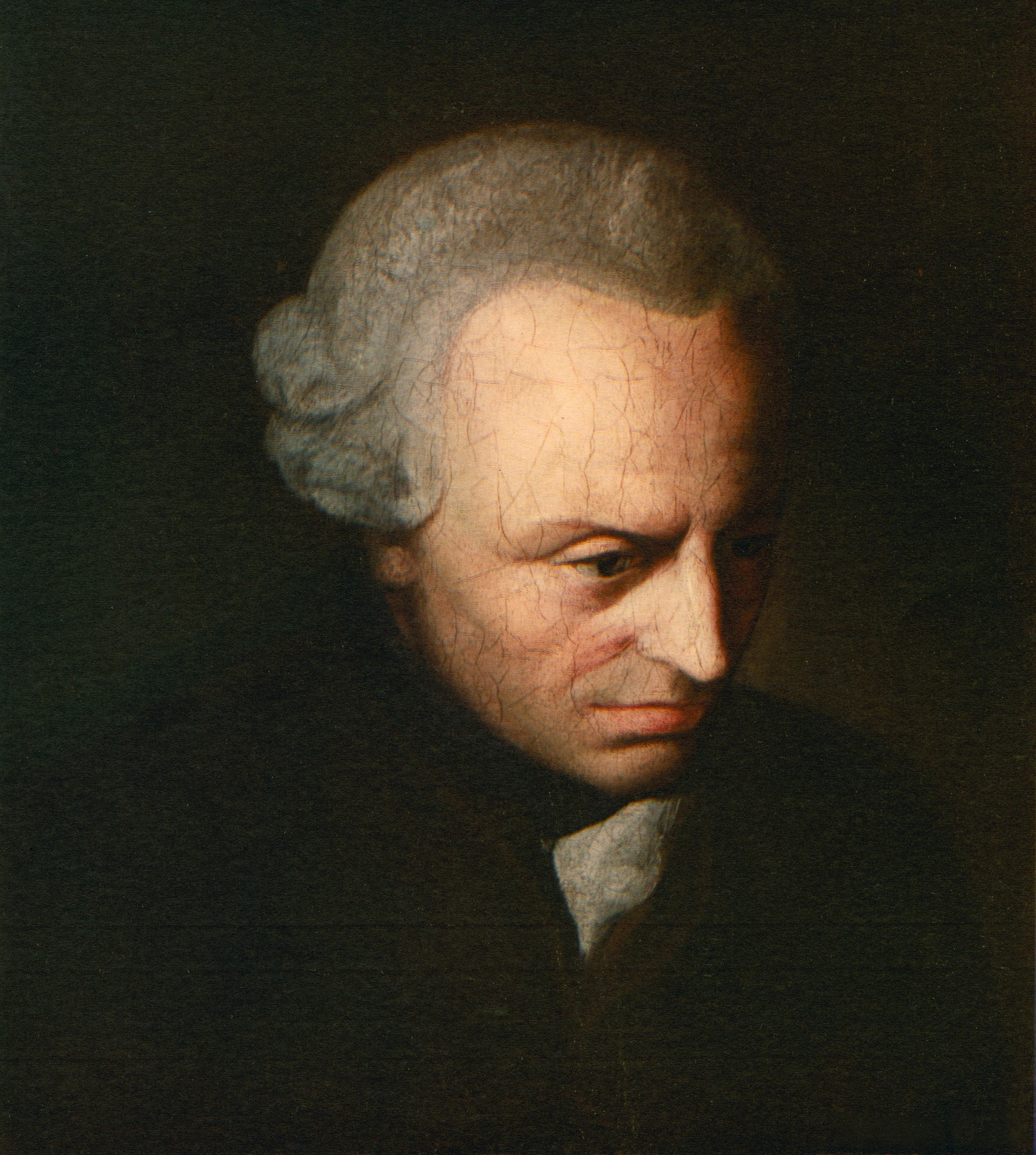
Kant stellte den Pflichtgedanken ins Zentrum seiner Ethik

Die Ethik Kants wird allgemein als die erste entfaltete Konzeption einer deontologischen Ethik angesehen. Die von ihm vollzogene deontologische Wende ist in erster Linie durch sein Bemühen motiviert, die durch Humes Kritik am naturalistischen Fehlschluss entstandene Grundlagenkrise im Bereich der Moralphilosophie zu überwinden. Kant ist mit Hume der Auffassung, dass aus vor-moralischen Werturteilen kein Sollensanspruch abgeleitet werden könne und daher eine teleologische Moralbegründung nicht möglich ist.
Formale Ethik
Für Kant stammt der Anspruch des Sittlichen nicht aus der Erfahrung. Seine unbedingte Verbindlichkeit kann nur a priori, also erfahrungsfrei, und deshalb rein formal, nicht material bestimmt sein. Dieses unbedingt verbindliche Sittengesetz nennt Kant den kategorischen Imperativ. Kant kennt verschiedene Formulierungen des kategorischen Imperativs. Die „Grundformel“ lautet in ihrer ausführlichsten Formulierung:
„Handle nur nach derjenigen Maxime, durch die du zugleich wollen kannst, daß sie ein allgemeines Gesetz werde.“
Der kategorische Imperativ ist für Kant das „Grundgesetz der reinen praktischen Vernunft“. Er stellt die allgemeine Form eines sittlichen Gesetzes dar. In der „Grundlegung zur Metaphysik der Sitten“ formuliert Kant den kategorischen Imperativ in der sog. „Naturgesetzformel“:
„Handle so, als ob die Maxime deiner Handlung durch deinen Willen zum allgemeinen Naturgesetze werden sollte.“
Ausgehend von dieser Formulierung zeigt Kant an verschiedenen Beispielen Verstöße gegen dieses Prinzip auf. Entscheidend ist dabei immer die Frage, ob die Maxime, die der entsprechenden Handlung zugrunde liegt, sich verallgemeinert denken lässt. Wenn jemand zugeben müsse, dass ein objektiv allgemeingültiges Gesetz vorliegt, für sich aber eine Ausnahme davon machen will, liegt ein unmoralisches Handeln vor. Um also die Moralität einer Handlung zu prüfen, muss ein Naturgesetz (ein naturgesetzlich wirkender Trieb) widerspruchsfrei vorstellbar sein, das ein Lebewesen immer auf diese Weise vorgehen ließe.
Ein Verstoß gegen eine solche geforderte Verallgemeinerungsfähigkeit ist für Kant z. B. der Selbstmord. Wenn ich mir nämlich aus Selbstliebe im Fall des Lebensüberdrusses das Leben nehmen will, so müsste ich einen Naturtrieb denken können, der zum Zweck eines angenehmeren Lebens immer dann, wenn das Leben zu viele Übel befürchten lässt, zur Selbsttötung führt. Es wäre aber – so Kant – offensichtlich widersprüchlich, wenn der naturgegebene Antrieb zur Steigerung der Lebensqualität zur Zerstörung des Lebens führen würde. Ein wohlüberlegter Selbstmord aus Lebensüberdruss lässt sich also nur als eine ausnahmsweise zu erfolgende Ad-hoc-Entscheidung, aber nicht als ein regelgeleitetes Handeln rekonstruieren und ist darum unmoralisch.
Die Ethik Kants bleibt allerdings nicht rein formal, sie wird auch materiell. So wird in der sog. „Selbstzweckformel“ des kategorischen Imperativs der Mensch als Zweck an sich selbst in den Vordergrund gestellt:
„Handle so, daß du die Menschheit, sowohl in deiner Person, als in der Person eines jeden andern, jederzeit zugleich als Zweck, niemals bloß als Mittel brauchest.“
Autonome Ethik
Kant vertritt eine autonome, nicht heteronome Ethik. Autonomie ist dabei bei Kant im doppelten Sinne zu verstehen:
- als Unabhängigkeit sowohl von empirisch materialen Bedingungen oder Beweggründen des Handelns als auch von der Willkür äußerer Gesetzgebung, weil bloße Heteronomie die sittliche Verbindlichkeit nicht begründen kann, sondern voraussetzen muss
- als Selbstgesetzgebung der reinen praktischen Vernunft, die sich allein aus sich und durch sich selbst sittlich binden kann.

Diese Autonomie bedeutet aber für Kant nichts weniger als gesetzlose Willkür und Beliebigkeit. Er will nur aufzeigen, dass nichts Empirisches, weder eigene Erfahrung noch äußere Gesetzgebung, die unbedingte Verbindlichkeit als solche konstituieren kann, wenn diese nicht als transzendentale Bedingung jedes konkreten, faktisch empirischen Sollens der reinen praktischen, sich selbst verpflichtenden Vernunft entspringt.
Pflichtethik
Die Ethik Kants steht unter dem Gedanken der Pflicht. Sie ist für ihn der höchste Moralbegriff, in dem sich die Unbedingtheit des Sittlichen ausspricht. Da jede Heteronomie ausgeschlossen ist, kann der Ursprung der Pflicht nur in der Würde des Menschen als Person liegen.
Kant unterscheidet scharf zwischen Legalität und Moralität. Wahre Moralität wird erst erreicht, wenn das Gesetz allein um seiner selbst willen erfüllt wird, die Handlungen nur „aus Pflicht und aus Achtung fürs Gesetz, nicht aus Liebe und Zuneigung zu dem, was die Handlungen hervorbringen sollen, gesetzt“ werden.
Postulate der praktischen Vernunft
Kant unterscheidet zwischen dem Beweggrund (Motiv) und dem Gegenstand (Objekt) des sittlichen Handelns. Das einzig bestimmende Motiv einer nicht nur legalen, sondern wahrhaft moralischen Handlung kann nur das Gesetz als solches sein. Der Gegenstand ist für ihn dasjenige, was die sittliche Tat zwar nicht bestimmen kann, von ihr aber bewirkt wird, also nicht der Beweggrund, sondern die Wirkung sittlichen Handelns ist. Dieser Gegenstand ist für Kant – und damit steht er in der klassischen Tradition – das „höchste Gut“ (summum bonum). Dazu gehören notwendig zwei Elemente: „Heiligkeit“ – von Kant verstanden als sittliche Vollkommenheit – und Glückseligkeit. Davon ausgehend erschließt Kant die Postulate Freiheit, Unsterblichkeit und Gott.
- Freiheit

Das Gesetz wendet sich an den Willen, setzt also die Fähigkeit freier Selbstbestimmung zu sittlichem Handeln, d. h. Freiheit des Willens, voraus. Die Freiheit ist für Kant nicht unmittelbar gegeben, erst recht nicht psychologisch, durch innere Wahrnehmung, erfahrbar: dann wäre sie ein empirischer, d. h. sinnlich erscheinender Inhalt. Unmittelbar als „Faktum der reinen praktischen Vernunft“ gegeben ist allein das sittliche Gesetz. Bedingung der Möglichkeit seiner Verwirklichung ist die Freiheit des Willens. Sie wird von Kant streng transzendental gedacht: als Bedingung der Möglichkeit sittlichen Handelns. Als solche steht sie in notwendigem Zusammenhang mit dem Gesetz und kann daher als Postulat der reinen Vernunft aufgewiesen werden.
- Unsterblichkeit

Das Sittengesetz gebietet die Verwirklichung der „Heiligkeit“. Dazu ist aber „kein vernünftiges Wesen der Sinnenwelt in keinem Zeitpunkte seines Daseins fähig“. Sie kann daher nur in einem „unendlichen Progressus“ erreicht werden, der „nur unter Voraussetzung einer ins Unendliche fortdauernden Existenz und Persönlichkeit desselben vernünftigen Wesens (welche man die Unsterblichkeit der Seele nennt) möglich“ ist. Als Postulat der praktischen Vernunft ergibt sich für Kant die Unsterblichkeit der Seele, welche er als unendlichen Prozess approximativer Verwirklichung sittlicher Vollkommenheit versteht.
- Gott

Das sittliche Handeln verlangt, nicht als Motiv, nur als Wirkung, die Erreichung der Glückseligkeit. Damit nimmt Kant den seit der griechischen Antike durchgehenden Grundgedanken der „eudaimonia“ als Ziel sittlichen Handelns auf, nur mit dem Unterschied, dass sie nach Kant niemals Motiv, sondern immer nur zu bewirkender Gegenstand moralischen Tuns sein darf. „Glückseligkeit“ bedeutet für Kant die Übereinstimmung zwischen dem Naturgeschehen und unserem sittlichen Wollen. Diese könnten wir selbst nicht bewirken, weil wir nicht die Urheber der Welt und des Naturgeschehens sind. Daher ist eine höchste Ursache erfordert, die uns und der Natur überlegen, selbst von sittlichem Wollen bestimmt ist und die Macht hat, die Übereinstimmung des Naturgeschehens mit dem sittlichen Wollen zu bewirken. Glückseligkeit setzt daher als Postulat der praktischen Vernunft die Existenz Gottes voraus. Gott ist so für Kant der letzte Grund der unbedingt gültigen Sinnhaftigkeit alles sittlichen Strebens und Handelns.

### Utilitarismus

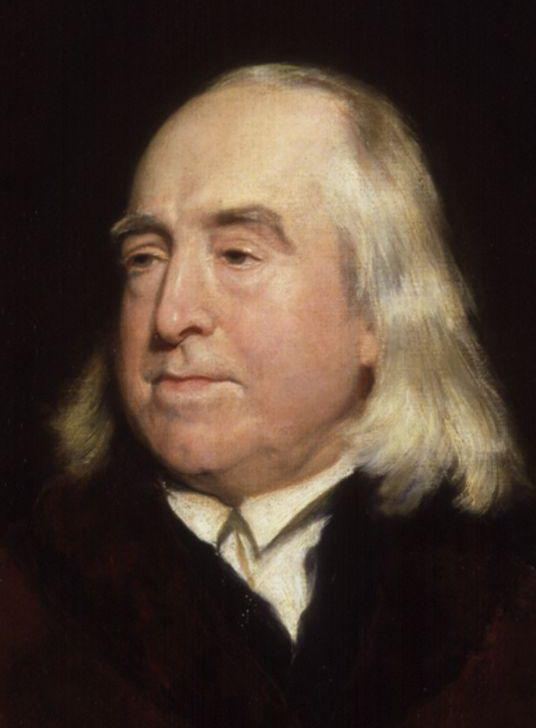
Benthams Maßstab ist das größte Glück der größten Zahl

Der Utilitarismus ist die am weitesten ausgearbeitete und – unter anderem auch deshalb – seit etwa hundert Jahren international meistdiskutierte Variante einer konsequentialistischen Ethik. Seine Anziehungskraft beruht auf seinem Ansatz, Handlungsalternativen ließen sich quantifizieren und durch einen mathematischen Kalkül entscheiden.
Konsequentialismus
Die moralische Beurteilung menschlichen Handelns beruht im Utilitarismus auf der Beurteilung der (wahrscheinlichen) Handlungsfolgen. Den Handlungsfolgen werden dabei die mit der Handlung selbst verbundenen Aufwände gegenübergestellt.
Nicht jede Handlung mit guten Folgen ist deswegen auch schon moralisch geboten. Es können Umstände eintreten (z. B. politische Gewaltherrschaft), unter denen die einzig mögliche Handlung mit guten Folgen so viel moralischen Heroismus verlangt, dass sie von niemandem ernstlich erwartet werden kann.
Auf der anderen Seite ist nicht jede Handlung mit schlechten Folgen unter allen Umständen moralisch verboten. In manchen Situationen kann selbst eine Handlung mit schlechten Folgen erlaubt oder sogar geboten sein, z. B. wenn die Handlungsalternativen – einschließlich Untätigkeit – noch schlechtere Folgen hätten. Zu den „Folgen“ gehören dabei:
- die beabsichtigten Folgen der Handlung
- die unbeabsichtigten absehbaren Folgen („Nebenfolgen“) der Handlung
- die Handlung und ihre Umstände selbst (z. B. der mit ihr verbundene physische und psychische Aufwand)

Alle drei Komponenten müssen bei der Wahl der richtigen Handlung mit ins Kalkül gezogen werden.
Entscheidend sind dabei nicht die tatsächlichen, sondern die absehbaren Folgen einer Handlung, d. h. die Folgen, wie sie sich für einen wohl informierten und vernünftig denkenden Beobachter zum Zeitpunkt der Handlung als mehr oder weniger wahrscheinlich darstellen. Für die Beurteilung der Handlung kommt es dabei neben dem Wert und Unwert der möglichen Folgen wesentlich auch auf deren Eintrittswahrscheinlichkeit an. Kleine Risiken dürften im Allgemeinen für die Realisierung großer Chancen in Kauf genommen werden. Für einmalige oder gelegentliche Handlungen mit schwerwiegenden negativen, aber sehr unwahrscheinlichen Folgen (wie bei Hochrisikotechnologien) liefert die Utilitaristische Ethik kein eindeutiges Entscheidungskriterium.
Maximierungsprinzip
Unter den jeweils verfügbaren Handlungsalternativen ist für den Utilitarismus diejenige Handlung moralisch geboten, die absehbar das maximale Übergewicht der positiven über die negativen Folgen bewirkt. Dieses Maximum wird rein summativ bestimmt. Geboten ist die Handlung, für die die Differenz aus der Summe des durch sie absehbar bewirkten positiven und der Summe des durch sie absehbar bewirkten negativen Nutzens größer ist als für alle anderen in der Situation möglichen Handlungen.
Universalismus
Für die Beurteilung einer Handlung sind die Folgen für alle von der Handlung Betroffenen erheblich, wobei die Folgenbewertung unparteilich sein und von allen besonderen Sympathien und Loyalitäten absehen soll (Bentham: „Everyone to count for one and nobody for more than one“). Die Folgen für den Akteur und die ihm Nahestehenden werden zu den Gesamtfolgen gezählt, erhalten jedoch kein stärkeres Gewicht als die Folgen für Fremde. Räumliche, zeitliche und soziale Distanz der Betroffenen führen nicht (abgesehen von der erhöhten Unsicherheit der Folgenabschätzung) zu einer Minderung ihrer moralischen Relevanz.
Nutzen als einziger Wert
Der Utilitarismus kennt nur einen einzigen Wert: den „Nutzen“ (utility). Dieser wird dabei meist verstanden als das Ausmaß der von einer Handlung bewirkten Lust und des durch sie vermiedenen Leides. Der Utilitarismus ist daher im Kern eine hedonistische Theorie. Träger des Nutzens ist im Utilitarismus dabei immer das Individuum. „Gesamtnutzen“ oder „Gemeinwohl“ werden als Summe der jeweiligen Einzelnutzen aufgefasst. Mit diesem Ansatz entfallen auf der Theorieebene alle Wertkonflikte sowie die Notwendigkeit einer Güterabwägung. Es sind vielmehr nur jeweils homogene Nutzenmengen (positive und negative) miteinander zu verrechnen.
Bei der genaueren Bestimmung des Nutzens sind innerhalb des Utilitarismus zwei verschiedene Ansätze zu unterscheiden. Grundsätzlich ist zwar der Nutzen mit der Gewinnung von Lust gleichzusetzen. Für den klassischen Utilitarismus (Bentham) sind dabei alle Arten von Lust gleichwertig. Die Handlungsalternativen können daher nur anhand quantitativer Gesichtspunkte entschieden werden wie Dauer und Intensität der Lust. Für den Präferenzutilitarismus (Mill, Singer) ergeben sich dagegen auch qualitative Unterschiede der Lust. Die Freuden, an denen höhere Tätigkeiten des Menschen beteiligt sind, verdienen den Vorzug vor anderen; denn
Es ist besser, ein unzufriedener Mensch zu sein als ein zufriedengestelltes Schwein; es ist besser ein unzufriedener Sokrates zu sein als ein zufriedener Narr.

## Das 20. Jahrhundert und die Gegenwart

### Wertethik
Der Begriff der Wertethik ist ein Sammelbegriff für ethische Theorien, die das Gute als Wert begreifen. Maßgeblich für die Prägung des Ausdrucks „Wertethik“ wird das Buch Der Formalismus in der Ethik und die materiale Wertethik von Max Scheler Begründer der materialen Wertethik ist jedoch Franz Brentano mit seinen beiden ethischen Hauptwerken „Vom Ursprung sittlicher Erkenntnis“ und „Grundlegung und Aufbau der Ethik“. Beide Schriften wurden für die phänomenologische Methode Edmund Husserls bestimmend und wirkten auch auf die Wertethik von Nicolai Hartmann ein. Auch die beiden Mitbegründer der frühen Analytischen Philosophie, Bertrand Russell und George Edward Moore, wurden in ihrem ethischen Schriften von den Werken Franz Brentanos beeinflusst. Neben der materialen Wertethik gibt es auch eine formale Richtung wertphilosophischer Ethik. Diese wurde von Wilhelm Windelband und Heinrich Rickert entwickelt. Franz Brentanos Ethik verbindet jedoch trotz ihrer deutlichen Differenzen zu Kants Ethik (aber auch wie Kants Ethik) sowohl formale Prinzipien der praktischen Erkenntnis als auch materiale Präferenzen bzw. Werte des Interesses. Außerdem knüpft sie in einigen Hinsichten an die ältere thomistische Tradition der rationalen Klugheitsethik an. Brentanos Wertethik hat schließlich auch einige ökonomische Werttheoretiker des 19. und 20. Jahrhunderts beeinflusst.

#### Materiale Wertethik (Scheler)

Max Scheler entwirft eine materiale Wertethik

Scheler entwirft seine materiale Wertethik in betonter Abgrenzung von Kant. Er übernimmt zwar Kants apriorisches Vorgehen und seine Kritik an einer Güter- und Zweckethik, will jedoch an einer materialen Grundlegung der Ethik festhalten. Dies sei möglich durch den Aufweis apriorischer Wertbestimmtheiten, die nicht in intellektuellen, sondern in emotionalen Akten des Wertfühlens gegeben sind. Werte sind dabei für ihn von den konkreten Gütern in ähnlicher Weise unabhängig wie dies Farben von den Dingen sind. Als Methode zur Erkenntnis der Werte übernimmt Scheler die von Husserl entwickelte Phänomenologie.
Das Ziel der materialen Wertethik besteht nach Scheler darin, zu einer „von aller positiven psychologischen und geschichtlichen Erfahrung unabhängigen Lehre von den sittlichen Werten“ zu gelangen. Die Werte gelten ihm als „streng apriorische Wesensideen“. Sie sind nicht auf dem Wege einer begrifflichen Rekonstruktion zu gewinnen, sondern müssen aus der „natürlichen Weltanschauung“ herausgelöst werden. Durch die Ausblendung oder Einklammerung (epoche) der besonderen Umstände soll die phänomenologische Schau auf das reine Wesen des untersuchten Gegenstands ermöglicht werden. Diese Schau gelingt dadurch, dass sie von den besonderen Bedingungen der historisch-kulturell geprägten Situation absieht, indem sie sich rein auf die „aus der Person, dem Ich und dem Weltzusammenhang herausgelöste Aktintention“ konzentriert. Die materiale Wertethik Schelers geht von einer Rangordnung der Werte aus. Diese kann „in einem besonderen Akte der Werterkenntnis“ erfasst werden. Ein Wert steht umso höher, je weniger er durch andere Werte „fundiert“ ist und je tiefgehender die durch seine Realisierung vermittelte Befriedigung erfahren wird. Jedem positiven Wert tritt dabei ein negativer „Unwert“ gegenüber. Scheler entwickelt eine Hierarchie der Werte, die sich seiner Ansicht nach einem jeweils entsprechenden „Fühlen“ erschließen:
- das Angenehme und das Unangenehme (sinnliches Fühlen)
- das Edle und das Gemeine (vitales Fühlen)
- das Schöne und das Hässliche; das Rechte und das Unrechte (geistiges Fühlen)
- das Heilige und das Unheilige (Gefühl der Liebe)

### Rawls
John Rawls Hauptwerk „Eine Theorie der Gerechtigkeit“ zählt zu den meistdiskutierten ethischen Werken der Gegenwart. Es führt die Linie der Vertragstheorien fort und wendet sich gegen den ebenfalls die zeitgenössische Diskussion beherrschenden Utilitarismus.
Rawls versteht unter Gerechtigkeit in erster Linie soziale Gerechtigkeit. Diese definiert er als „die Art, wie die wichtigsten gesellschaftlichen Institutionen Grundrechte und -pflichten und die Früchte der gesellschaftlichen Zusammenarbeit verteilen“. Er kritisiert dabei am Utilitarismus, dass dieser die Gerechtigkeit im Sinne des „größten Glücks der größten Zahl“ nur als eine Funktion des gesellschaftlichen Wohlergehens gesehen habe. Dies werde den Freiheitsrechten der einzelnen Individuen nicht gerecht. Jedem Individuum muss „eine auf der Gerechtigkeit – oder wie manche sagen, dem Naturrecht – beruhende Unverletzlichkeit“ zugesprochen werden, „die auch im Namen des Wohles aller anderen nicht aufgehoben werden kann. Es ist mit der Gerechtigkeit unvereinbar, dass der Freiheitsverlust einiger durch ein größeres Wohl aller gutgemacht werden könnte“.
Der Urzustand und der „Schleier der Unwissenheit“
Auf der Suche nach den legitimen Gerechtigkeitsprinzipien, entwirft Rawls – wie die Vertragstheoretiker vor ihm – das Gedankenexperiment des Urzustandes. In ihm sollen faire Bedingungen herrschen, die niemanden benachteiligen oder bevorzugen. Jedes Individuum sei dabei mit einem „Schleier der Unwissenheit“ (veil of ignorance) umgeben. In diesem Zustand kennt
„niemand seinen Platz in der Gesellschaft, seine Klasse oder seinen Status; ebensowenig seine natürlichen Gaben, seine Intelligenz, Körperkraft usw. Ferner kennt niemand seine Vorstellung vom Guten, die Einzelheiten seines vernünftigen Lebensplanes, ja nicht einmal die Besonderheiten seiner Psyche wie seine Einstellung zum Risiko oder seine Neigung zu Optimismus oder Pessimismus. Darüber hinaus setze ich noch voraus, daß die Parteien die besonderen Verhältnisse in ihrer eigenen Gesellschaft nicht kennen, d. h. ihre wirtschaftliche und politische Lage, den Entwicklungsstand ihrer Zivilisation und Kultur. Die Menschen im Urzustand wissen auch nicht, zu welcher Generation sie gehören“.
Erst diese totale Unwissenheit über die eigenen Fähigkeiten und Interessen garantiert für Rawls, dass die Menschen die zur Wahl stehenden Gerechtigkeitsprinzipien „allein unter allgemeinen Gesichtspunkten beurteilen“.
Die beiden Gerechtigkeitsprinzipien
Unter den von Rawls als Gedankenexperiment angenommenen Bedingungen des Urzustandes
würden die Menschen sich nun auf zwei Gerechtigkeitsprinzipien einigen:
„1. Jedermann soll gleiches Recht auf das umfangreichste System gleicher Grundfreiheiten haben, das mit dem gleichen System für alle anderen verträglich ist.

2. Soziale und wirtschaftliche Ungleichheiten sind so zu gestalten, dass (a) vernünftigerweise zu erwarten ist, dass sie zu jedermanns Vorteil dienen und (b) sie mit Positionen und Ämtern verbunden sind, die jedem offen stehen.“
Das erste Gerechtigkeitsprinzip bezieht sich auf die „Grundfreiheiten“, zu denen Rawls politische und individuelle Freiheiten zählt. Diese sind für alle gleich zu verteilen. Anders sieht es mit den im zweiten Grundprinzip angesprochenen wirtschaftlichen und sozialen Gütern aus. Hier kann eine Ungleichverteilung dann gerechtfertigt sein, wenn sie von allgemeinem Interesse ist. Im Falle eines Konfliktes zwischen beiden Gerechtigkeitsprinzipien hat der Schutz der Freiheit Vorrang. Eine Verletzung der Grundfreiheiten kann selbst dann nicht in Kauf genommen werden, wenn dadurch „größere gesellschaftliche oder wirtschaftliche Vorteile“ entstehen könnten.
Differenzprinzip und demokratische Gleichheit
Die im zweiten Gerechtigkeitsprinzip erlaubte sozioökonomische Ungleichheit ist nach Rawls nur dann zulässig, wenn sie zur Verbesserung der Aussichten der am wenigsten begünstigten Mitglieder der Gesellschaft beiträgt. So wäre z. B. die Ungleichheit zwischen Unternehmer- und Arbeiterklasse nur dann zu rechtfertigen, „wenn ihre Verringerung die Arbeiterklasse noch schlechter stellen würde“.
Rawls bezeichnet die durch das Differenzprinzip charakterisierte Ordnung als „System der demokratischen Gleichheit“. Dieses sei den „gesellschaftlichen und natürlichen Zufälligkeiten“ entgegenzusetzen, so dass „unverdiente Ungleichheiten ausgeglichen werden“.

### Diskursethik
Die Diskursethik ist der derzeit wohl prominenteste Vertreter einer Sprachethik. Sie steht hinsichtlich ihrer transzendentalen Methodik in der Tradition Kants, erweitert aber dessen Ansatz um die Erkenntnisse der Sprachphilosophie – vor allem der Sprechakttheorie. Der Diskurs, als der Austausch von Argumenten in einer Sprachgemeinschaft, steht dabei in zweifacher Hinsicht im Vordergrund.
Er wird zum einen als Mittel zur Begründung einer allgemeinen Ethik angesehen. Die Diskursethik will aufweisen, dass jede Person, die an einem Diskurs teilnimmt und dort beispielsweise Behauptungen aufstellt, bestreitet oder in Frage stellt, bestimmte Moralprinzipien implizit immer schon als verbindlich anerkannt hat.
Zum anderen wird der Diskurs als Mittel angesehen, um konkrete ethische Streitfälle schlichten zu können. Eine konkrete Handlungsweise sei moralisch dann richtig, wenn ihr alle – insbesondere die von dieser Handlungsweise Betroffenen – als Teilnehmer eines zwanglos geführten argumentativen Diskurses zustimmen könnten.
Innerhalb der Diskursethik unterscheidet man eine transzendentalpragmatische Variante, die eine Letztbegründung ihrer Prinzipien anstrebt (Karl-Otto Apel, Wolfgang Kuhlmann) und eine universalpragmatische Variante (Jürgen Habermas), die eine grundsätzliche Fehlbarkeit ihrer Theorie einräumt.

#### Der transzendentalpragmatische Ansatz
Das Apriori der Argumentation
Das zentrale Anliegen der transzendentalpragmatischen Ethikbegründung, als deren vorrangiger Vertreter Karl-Otto Apel gilt, ist die Letztbegründung ihrer zugrunde gelegten ethischen Prinzipien. Zu diesem Zweck strebt Apel eine „Transformation der Kantischen Position“ in Richtung einer „transzendentalen Theorie der Intersubjektivität“ an. Von dieser Transformation erhofft er sich eine einheitliche philosophische Theorie, die eine Überbrückung des Gegensatzes von theoretischer und praktischer Philosophie leisten kann.
Nach Apels Ansicht setzt jeder, der argumentiert, immer schon voraus, dass er im Diskurs zu wahren Ergebnissen gelangen kann, dass also Wahrheit grundsätzlich möglich ist. Eine ebensolche Wahrheitsfähigkeit setze der Argumentierende von seinem Gesprächspartner voraus, mit dem er in den Diskurs eintritt. Dies bedeutet in der Sprache Apels, dass die Argumentationssituation für jeden Argumentierenden unhintergehbar ist. Jeder Versuch ihr zu entfliehen sei letztlich inkonsistent. Apel spricht in diesem Zusammenhang von einem „Apriori der Argumentation“:
„Wer nämlich überhaupt an der philosophischen Argumentation teilnimmt, der hat die soeben angedeuteten Voraussetzungen bereits implizit als Apriori der Argumentation anerkannt, und er kann sie nicht bestreiten, ohne sich zugleich selbst die argumentative Kompetenz streitig zu machen.“
Selbst derjenige, der die Argumentation abbricht, will nach Ansicht Apels damit etwas zum Ausdruck bringen:
„Auch wer im Namen des existenziellen Zweifels, der durch Selbstmord sich verifizieren kann … das Apriori der Verständigungsgemeinschaft zur Illusion erklärt, bestätigt es zugleich dadurch, daß er noch argumentiert.“
Jemand, der auf eine argumentative Rechtfertigung seiner Handlung verzichten will, zerstört sich letztlich selbst. In theologischen Begriffen gesprochen könnte man daher sagen, dass selbst „der Teufel nur durch den Akt der Selbstzerstörung von Gott unabhängig gemacht werden kann“.
Reale und ideale Kommunikationsgemeinschaft
Nach Ansicht Apels wird mit der Unhintergehbarkeit der rationalen Argumentation auch eine Gemeinschaft der Argumentierenden anerkannt. Die Rechtfertigung einer Aussage sei nämlich nicht möglich, „ohne im Prinzip eine Gemeinschaft von Denkern vorauszusetzen, die zur Verständigung und Konsensbildung befähigt sind. Selbst der faktisch einsame Denker könne seine Argumente nur insofern explizieren und überprüfen, als er im kritischen ‚Gespräch der Seele mit sich selbst’ (Platon) den Dialog einer potentiellen Argumentationsgemeinschaft zu internalisieren vermag“. Das setze aber die Befolgung der moralischen Norm voraus, dass alle Mitglieder der Argumentationsgemeinschaft sich als gleichberechtigte Diskussionspartner anerkennen.
Diese notwendig vorauszusetzende Argumentationsgemeinschaft kommt nun bei Apel in zwei Gestalten ins Spiel:
- als reale Kommunikationsgemeinschaft, deren Mitglied man „selbst durch einen Sozialisationsprozess geworden ist“.[28]
- als ideale Kommunikationsgemeinschaft, „die prinzipiell imstande sein würde, den Sinn seiner Argumente adäquat zu verstehen und ihre Wahrheit definitiv zu beurteilen“.[29]

Aus der notwendig vorausgesetzten Kommunikationsgemeinschaft in ihren beiden Varianten leitet Apel zwei regulative Prinzipien der Ethik ab:
„Erstens muss es in allem Tun und Lassen darum gehen, das Überleben der menschlichen Gattung als der realen Kommunikationsgemeinschaft sicherzustellen, zweitens darum, in der realen die ideale Kommunikationsgemeinschaft zu verwirklichen. Das erste Ziel ist die notwendige Bedingung des zweiten Ziels; und das zweite Ziel gibt dem ersten seinen Sinn, - den Sinn, der mit jedem Argument schon antizipiert ist.“
Nach Apel sind also sowohl die ideale als auch die reale Kommunikationsgemeinschaft a priori zu fordern. Für Apel stehen die ideale und reale Kommunikationsgemeinschaft in einem dialektischen Zusammenhang. Die Möglichkeit, ihren Widerspruch zu überwinden, sind a priori vorauszusetzen; die ideale Kommunikationsgemeinschaft ist als das Ziel, auf das es hinzuarbeiten gilt, in der realen Kommunikationsgemeinschaft schon als deren Möglichkeit präsent.

## Kategorisierung der ethischen Positionen
Die Vielzahl der im Verlauf der Philosophiegeschichte eingenommenen ethischen Positionen wird für gewöhnlich in deontologische und teleologische Richtungen eingeteilt, wobei aber die jeweilige Zuordnung oft umstritten ist. Die Unterscheidung geht zurück auf C. D. Broad und wurde bekannt durch William K. Frankena.
| Ethische Richtung | Handlungsprinzip                                        | Handlungsziel                                                       |
| ----------------- | ------------------------------------------------------- | ------------------------------------------------------------------- |
| Aristoteles       | Entfaltung seines „telos“                               | das Gute                                                            |
| Epikur            | -                                                       | die naturgemäße Lust                                                |
| Stoa              | -                                                       | Leben im Einklang mit der Natur                                     |
| Utilitarismus     | -                                                       | das größte Glück der größten Zahl                                   |
| Wertethik         | -                                                       | die durch phänomenologische Schau erkennbaren Werte der Gegenstände |
| Kant              | Verallgemeinerungsfähigkeit der Handlungsmaxime         | „Heiligkeit“ und Glückseligkeit                                     |
| Diskursethik      | Rechtfertigbarkeit seiner Handlungsmaxime im Diskurs    | Transformation der realen Kommunikationsgemeinschaft in eine ideale |
| Vertragstheorien  | Übereinkunft in einem (virtuellen) Gesellschaftsvertrag | Überwindung des Naturzustandes                                      |
| Rawls             | Urzustand; Schleier der Unwissenheit                    | bürgerliche Freiheiten; demokratische Gleichheit                    |

### Primärliteratur
Klassische Werke
- Platon: Politeia.
- Aristoteles: Nikomachische Ethik.
- Epikur: Briefe, Sprüche, Werkfragmente.
- Seneca: Philosophische Schriften.
- Thomas Hobbes: Leviathan.
- John Locke: Zwei Abhandlungen über die Regierung.
- -: Brief über Toleranz.
- Benedictus de Spinoza: Ethik in der geometrischen Ordnung dargestellt.
- Adam Smith: Theorie der ethischen Gefühle.
- René Descartes: Über die Leidenschaften der Seele.
- David Hume: Ein Traktat über die menschliche Natur – Buch II und III – Über die Affekte – Über Moral. (Übersetzt von Theodor Lipps) Felix Meiner Verlag, Hamburg 1978, ISBN 3-7873-0460-6.
- -: Eine Untersuchung der Grundlagen der Moral. (An Enquiry concerning the Principles of Morals.) Hrsg. v. Karl Hepfer. Vandenhoeck & Ruprecht, Göttingen 2002, ISBN 978-3-525-30601-7.
- Immanuel Kant: Grundlegung zur Metaphysik der Sitten.
- -: Kritik der praktischen Vernunft.
- Jeremy Bentham: Prinzipien der Gesetzgebung.
- Georg W. Hegel: Grundlinien der Philosophie des Rechts.
- Arthur Schopenhauer: Die beiden Grundprobleme der Ethik. – II. Preisschrift über die Grundlage der Moral.[33]
- Friedrich Nietzsche: Jenseits von Gut und Böse.
- -: Zur Genealogie der Moral.
- John Stuart Mill: Über die Freiheit.
- -: Der Utilitarismus
- Franz Brentano: Vom Ursprung sittlicher Erkenntnis und Grundlegung und Aufbau der Ethik
- George Edward Moore: Principia Ethica.
- Max Scheler: Der Formalismus in der Ethik und die materiale Wertethik. 4. Auflage. Bern 1954.
- Ludwig Wittgenstein: Vortrag über Ethik. Suhrkamp TB Wissenschaft ISBN 3-518-28370-7.
- Nicolai Hartmann: Ethik.

Einflussreiche neuere Abhandlungen
- Karl-Otto Apel: Diskurs und Verantwortung. 3. Auflage. Suhrkamp 1990, ISBN 978-3-518-28493-3.
- Jürgen Habermas: Moralbewußtsein und kommunikatives Handeln. Frankfurt a. M. 1983, ISBN 3-518-28022-8.
- Norbert Hoerster: Ethik und Interesse. Reclam, Stuttgart 2003, ISBN 3-15-018278-6.
- Hans Jonas: Das Prinzip Verantwortung. Versuch einer Ethik für die technologische Zivilisation. Nachdr. Suhrkamp, Frankfurt a. M. 2003, ISBN 3-518-37585-7.
- Alasdair MacIntyre: Der Verlust der Tugend. Zur moralischen Krise der Gegenwart. Suhrkamp, Stuttgart 1995, ISBN 3-518-28793-1.
- John Leslie Mackie: Ethik. Die Erfindung des moralisch Richtigen und Falschen. Reclam, Stuttgart 2000, ISBN 3-15-007680-3.
- John Rawls: Eine Theorie der Gerechtigkeit. Suhrkamp, Frankfurt a. M. 2003, ISBN 3-518-06737-0.
- Marcus George Singer: Verallgemeinerung in der Ethik. Zur Logik moralischen Argumentierens. Frankfurt a. M. 1984, ISBN 3-518-07481-4.
- Ernst Tugendhat: Vorlesungen über Ethik. Suhrkamp, Frankfurt a. M. 2003, ISBN 3-518-06746-X.
- Bernard Williams: Ethik und die Grenzen der Philosophie. Rotbuch-Verlag, Hamburg 1999, ISBN 3-434-53036-3.

### Sekundärliteratur
- Michael Hauskeller: Geschichte der Ethik. 2 Bde. dtv, München 1997ff., ISBN 3-423-30727-7
- Terence Irwin: The Development of Ethics, Vol. 1 (from Socrates to the Reformation). Oxford University Press, Oxford 2007. ISBN 978-0-19-824267-3
- Terence Irwin: The Development of Ethics, Vol. 2 (from Suarez to Rousseau). Oxford University Press, Oxford 2008. ISBN 978-0-19-954327-4
- Terence Irwin: The Development of Ethics, Vol. 3 (from Kant to Rawls). Oxford University Press, Oxford 2009. ISBN 978-0-19-957178-9
- Alasdair MacIntyre: A Short History of Ethics. A History of Moral Philosophy from the Homeric Age to the Twentieth Century. London: Routledge 1967. ISBN 0-415-04027-2
  - Deutsche Ausgabe: Geschichte der Ethik im Überblick. Vom Zeitalter Homers bis zum 20. Jahrhundert. Hain, Frankfurt am Main 1991, ISBN 3-445-04770-7.
- Jan Rohls: Geschichte der Ethik. 2. Aufl. Mohr Siebeck, Tübingen 1999, ISBN 3-16-146706-X (Standardwerk zur Geschichte der Ethik; arbeitet die wesentlichen Entwicklungslinien der Geschichte der Ethik heraus)